# 日本防衛装備工業会
一般社団法人日本防衛装備工業会（いっぱんしゃだんほうじんにほんぼうえいそうびこうぎょうかい、英語: Japan Association of Defense Industry 略称JADI）は、防衛装備品の生産に関わる業界団体である。本部所在地は東京都新宿区舟町。かつての所在地は東京都港区赤坂。2009年7月7日に現在の所在地に移転した。正会員数は130社、賛助会員は50社9人、推薦会員13人。元防衛省所管。

## 概要
防衛装備品等の製造及び修理に携わる主要企業の多くが加入している。前身は昭和26年（1951年）創設の株式会社日本技術生産協力会であり、昭和27年（1952年）兵器生産協力会への改組、翌昭和28年（1953年）、日本兵器工業会（略称：兵工会）への改称の後、昭和63年（1988年）、日本兵器工業会の解散と同時に社団法人日本防衛装備工業会が設立され現在に至る。組織は企画運営委員会のほか各部会（銃砲部会・誘導武器部会・弾火薬部会・車両部会・電子部会・水中武器部会・艦艇兵装部会・艦船搭載武器部会・哨戒機武器部会・航空機搭載武器部会・材料部会）に分かれている。
当初、米国からの装備供与に伴う契約履行や技術移転の調整役として活動を再開した。特に「水中兵器部会」は、契約条件、修理・改修の負担、部品調達に関する課題を議論し、防衛庁および民間企業間の橋渡しを行った。また、昭和40年代にはAMW（Anti-Mine Warfare）部会が設立され、機雷戦関連の技術仕様検討や艦艇向けシステム導入計画を推進した。

## 沿革
- 1951年10月24日 - 株式会社日本技術生産協力会創立
- 1952年7月1日 - 日本技術生産協力会解散、兵器生産協力会設立
- 1953年10月23日 - 日本兵器工業会と改称
- 1988年9月16日 - 日本兵器工業会解散、社団法人日本防衛装備工業会が設立。
- 2009年7月7日 - 東京都新宿区舟町に移転[3]。

## 事業内容
事業内容は以下のとおりである。
- 防衛装備品等に関する調査及び研究
- 防衛装備品等に関する資料，情報等の収集及び提供
- 防衛装備品等に関する研究開発の支援
- 防衛装備品等の近代化，高性能化及び生産基盤の確立に関する提言
- 防衛装備品等に関する講演会，研修会等の開催
- 防衛装備品等に関し，関連団体との連携及び協力
- 防衛装備品等に関する委託研究の実施
- 防衛装備品等の規格，基準等に関すること
- 政府が行う輸出管理への協力に関すること
- その他の事業（定期刊行物：月刊JADI）

## 歴代会長
※役職は当時のもの
旧・日本兵器工業会
1. 郷古潔（1952年7月1日就任）
2. 石塚粂蔵（1960年5月10日就任、日本製鋼所会長）
3. 河野文彦（1962年10月23日就任、三菱重工業社長）
4. 柳武（1965年5月19日就任、日本製鋼所社長）
5. 小林佐三郎（1965年12月10日就任、日本製鋼所社長）
6. 荒牧寅雄（1967年5月26日就任、いすゞ自動車副社長）
7. 大久保謙（1969年5月28日就任、三菱電機社長）
8. 玉置敬三（1971年5月27日就任、東京芝浦電気副社長）
9. 四本潔（1973年5月28日就任、川崎重工業社長）
10. 土屋義夫（1975年5月26日就任、ダイキン工業会長）
11. 荒牧寅雄（1977年5月25日就任、いすゞ自動車会長）
12. 棚次富王（1979年5月25日就任、東京芝浦電気副社長）
13. 舘野万吉（1981年5月22日就任、日本製鋼所社長）
14. 梅田善司（1983年5月31日就任、川崎重工業会長）
15. 関本忠弘（1985年5月28日就任、日本電気（NEC）会長）
16. 稲葉興作（1987年5月29日就任、石川島播磨重工業社長）

日本防衛装備工業会
1. 稲葉興作（1988年9月16日就任、石川島播磨重工業社長）
2. 大庭浩（1990年6月1日就任、川崎重工業社長）
3. 飯田庸太郎（1992年6月1日就任、三菱重工業会長）
4. 北岡隆（1994年6月1日就任、三菱電機社長）
5. 佐藤文夫（1996年6月1日就任、東芝会長）
6. 大西敬三（1998年6月1日就任、日本製鋼所社長）
7. 増田信行（2000年6月1日就任、三菱重工業会長）
8. 佐々木元（2002年6月1日就任、日本電気（NEC）会長）
9. 伊藤源嗣（2004年6月1日就任、石川島播磨重工業社長）
10. 田崎雅元（2006年6月1日就任、川崎重工業会長）
11. 野間口有（2008年6月1日就任、三菱電機会長）
12. 西田厚聰（2010年6月1日就任、東芝会長）
13. 佐藤育男（2012年5月24日就任、日本製鋼所社長）
14. 矢野薫（2014年5月27日就任、日本電気（NEC）会長）
15. 大宮英明（2016年5月25日就任、三菱重工業会長）
16. 斎藤保（2018年5月28日就任、IHI会長）
17. 柵山正樹（2020年5月29日就任、三菱電機会長）
18. 村山滋（2022年5月26日、川崎重工業特別顧問）